# چورورویوک
چورورویوک (به اسپانیایی: Chururuyuq) یک کوه در پرو است. چورورویوک ۵٬۳۲۰ متر بالاتر از سطح دریا واقع شده‌است.